# Kasimir Felix Badeni
Kasimir Felix Badeni (Kazimierz Feliks Hrabia Badeni, né le 14 octobre 1846 à Surochów en Autriche et mort le 10 mars 1909 à Krasne en Autriche-Hongrie est une personnalité politique autrichienne.
Il est ministre-président d'Autriche du 30 septembre 1895 au 30 novembre 1897.
Il est l'instigateur du projet de loi concernant la réforme de la cinquième curie dans la double monarchie (Autriche-Hongrie), qu'il réussit à mettre en application en 1897, tout en bloquant les revendications linguistiques en royaume de Bohême et en margraviat de Moravie, en question lors du Décret sur les langues du 5 avril 1897.